# Sångare (fåglar)
Sångare är en grupp med tättingar som har kategoriserats mycket olika genom historien och olika många släkten och arter har förts till denna grupp. Sångarnas systematik är under diskussion, och olika auktoriteter delar upp gruppen på ett flertal olika sätt. Inom den klassiska taxonomin behandlades gruppen som familjen Sylviidae vilken omfattade ett femtiotal släkten med cirka 300 arter, merparten ifrån gamla världen, och ett mindre antal ifrån Australien och nya världen. Idag kategoriseras istället sångarna som en taxonomiskt osäker grupp, inom överfamiljen Sylvioidea, som omfattar familjen Sylviidae, som tilldelats det svenska trivialnamnet sylvider, tillsammans med de nyupprättade familjerna afrikanska sångare, cettior, lövsångare, rörsångare, gräsfåglar, donakobier och madagaskarsångare. Samtidigt har ett antal arter och släkten som tidigare behandlades som sångare istället flyttats till andra familjer.
De flesta inom denna grupp har ett ganska oansenligt utseende med grå, brun eller grönbrun fjäderdräkt, men karakteristisk och ljudlig sång. Könen brukar vara lika. De är vanligen insektsätare och lever oftast i tät vegetation. De sträcker om natten och inte i flock.

## Systematik
Mot slutet av 1900-talet omfattade familjen Sylviidae nästan 300 mindre insektsätande fågelarter uppdelat i nästan 50 släkten. Denna grupp fåglar hade även de blivit splittrade ur en ännu större familj, nämligen Muscicapidae. Den senare familjen hade under hela sin existens fungerat som ett papperskorgstaxon, det vill säga att nästan alla insektsätande sångarliknande arter i gamla världen vid något tillfälle hade förts till denna jättefamilj. 
Det var under senare hälften av 1900-talet som uppsplittringen och kategoriseringen av grupperna och arterna inom Muscicapidae tog fart på allvar. Trots detta fortsatte Sylviidae att vara en mycket stor och heterogen familj, med få tydliga karaktärer och bevisade släktband. Gruppen Cisticolidae – med grupperna cistikolor, priniafåglar och apalisfåglar – som till stora delar återfinns i sydligare regioner, var traditionellt inkluderad i familjen Sylviidae. Även den monofyletiska gruppen kungsfåglar var inom klassisk taxonomi en del av sångarna, men förs idag ofta till den egna familjen Regulidae.  
Sibley & Ahlquist (1990) slog samman "gamla världens sångare" med timalior (Timaliidae), australtimalior (Pomatostomidae), glasögonfåglar (Zosteropidae) och andra taxa i överfamiljen Sylvioidea som ett resultat av studier med DNA-hybridisering. Detta visade att gruppen Muscicapidae var ett slaskhinkstaxon som samlade grupper med sångarliknande arter utan några släktband. 
År 2003 publicerade Alice Cibois en studie om släktskapen inom Timaliidae (Cibois 2003a). Data från hennes analyser av mitokondriellt DNA för enzymet cytokrom b och 12S/16S rRNA visade på att Sylviidae och timalior (Timaliidae) inte bildade en monofyletisk grupp. Dessa studier visade också att Sylvia, det så kallade typsläktet inom familjen Sylviidae, var närmare släkt med sådana taxa som eldögd timalia (Chrysomma sinense) – vilken traditionellt klassats som en atypisk timalia – och messmygen (Chamaea fasciata), en gåtfull art som traditionellt kategoriserats som Amerikas enda timalia. Papegojnäbbarna, som tidigare kategoriserades som en familj; Paradoxornithidae – vilket ungefär betyder "paradoxala fåglar" – med oklara anknytningar till andra taxa, var uppenbarligen en del av denna klad.
Cibois föreslog att ICZN officiellt skulle förverka Sylviidae som taxon och att släktet Sylvia skulle föras till familjen Timaliidae (Cibois 2003b), men tvivel kvarstod. Då Sylviidae var så omfångsrik blev det nödvändigt att genomföra en stor mängd studier på olika taxa för att man skulle kunna få ett beslutsunderlag. Detta arbete påbörjades av Beresford et al. (2005) och av Alström et al. (2006). Deras slutsats var att Sylviidae, så som den definierades fram till mitten av 1900-talet, omfattade minst 4, men förmodligen så många som 7 distinkta evolutionära utvecklingslinjer. Författarna föreslog att man borde skapa ett flertal nya familjer som Phylloscopidae, Cettiidae, Acrocephalidae och Megaluridae för att bättre skildra den evolutionära utvecklingen av gruppen.
Familjen Sylviidae har nu krympt till cirka 55 arter i minst 10 släkten. Det är dock troligt att andra taxa från de som fortfarande är incertae sedis, det vill säga de som fortfarande har osäker anknytning, som timalior eller arter inom familjen Cisticolidae, eller till och med taxa från familjen Muscicapidae, efter fortsatta studier kan komma att flyttas till denna grupp.
Här nedan följer en systematik över alla de arter som tidigare fördes till familjen Sylviidae och de arter som senare har bevisat ha släktband, och som således har kategoriserats till den ursprungliga indelningen av familjen.

## Arter

### Sylvior(Sylviidae)sensu stricto
Sylvider, kallas även sylviasångare, gamla världens sångare, eller äkta sångare och är en ganska skiftande grupp av små arter med långa stjärtar. Det återfinns främst i Asien, i mindre utsträckning även i Afrika, med ett fåtal vars utbredning sträcker sig in i Europa, och med ett monotypiskt släkte på Nordamerikas västkust. 
- Släktet Sylvia - typiska sångare (ca 20 arter). Parafyletisk eller omfattar även släktet Parisoma. Alla arter är endemiska för västra palearktis.
- Släktet Parisoma - parafyletisk med Sylvia?

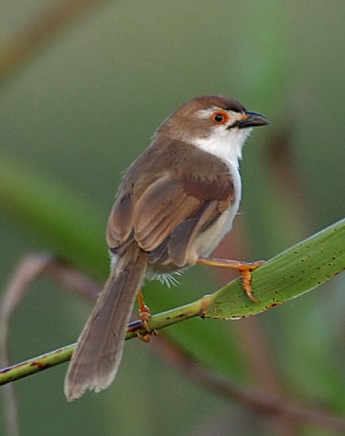
Eldögonsångare (Chrysomma sinense) tillhör familjen Sylviidae och är nära besläktad med papegojnäbbar.

- Släktet Pseudoalcippe - fördes tidigare till släktet Illadopsis inom familjen Timaliidae
  - Bergsnunnetimalia (Pseudoalcippe abyssinica)
- Släktet Rhopophilus - fördes tidigare till familjen Cisticolidae
  - Kinesisk snårsångare (Rhopophilus pekinensis)
- Släktet Lioparus - fördes tidigare till släktet Alcippe inom familjen Timaliidae.
  - Guldfulvetta (Lioparus chrysotis)
- Släktet Paradoxornis - polyfyletisk grupp av 18 arter med papegojnäbbar. Fördes tidigare till familjen Paradoxornithidae
- Släktet Conostoma - omfattar en art av papegojnäbb. Fördes tidigare till familjen Paradoxornithidae. Förslagsvis placerad här
  - Större papegojnäbb (Conostoma oemodium)
- Släktet Fulvettor (Fulvetta) - typiska fulvettor. Fördes tidigare till släktet Alcippe inom familjen Timaliidae
  - Glasögonfulvetta (Fulvetta ruficapilla)
  - Streckbröstad fulvetta (Fulvetta striaticollis) (kallas även kinesisk fulvetta)
  - Mörkkindad fulvetta (Fulvetta vinipectus)
  - Gråhuvad fulvetta (Fulvetta cinereiceps) - möjligtvis polyfyletisk
  - Ludlows fulvetta (Fulvetta ludlowi) - förslagsvis placerad här
- Släktet Chrysomma - Fördes tidigare till familjen Timaliidae. (Svenskt släktnamn: mopinior?)
  - Eldögonsångare (Chrysomma sinense)
  - Sockersångare (Chrysomma altirostre)
    - Chrysomma altirostre altirostre - Burmesiska nominatformen utdöd på (1940-talet)

  - Roststjärtad mopinia (Chrysomma poecilotis)
- Släktet Chamaea
  - Messmyg (Chamaea fasciata)

#### Flyttad till familjenTimaliidae
- Släktet Graminicola - förslagsvis placerad här. Fördes tidigare till familjen Timalior (Timaliidae) 
  - Rostgumpad gräsfågel (Graminicola bengalensis)

### Flyttad till familjenCisticolidae
- Släktet Bathmocercus
  - Svarthuvad rostsångare (Bathmocercus cerviniventris)
  - Maskrostsångare (Bathmocercus rufus
  - Rosthuvudsångare (Bathmocercus winifredae)
- 2 till 14 av de 15 arterna inom släktet Orthotomus.

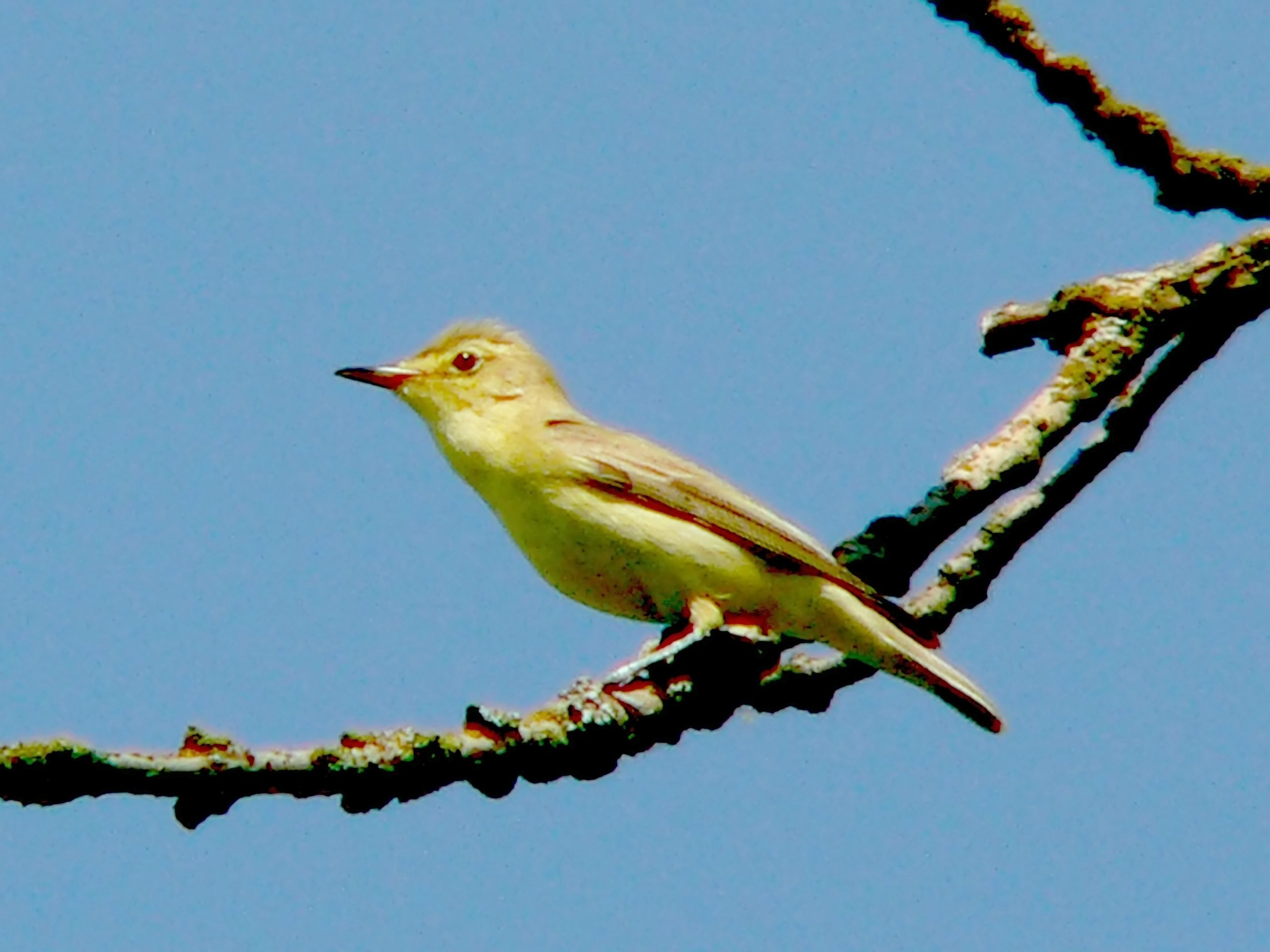
Härmsångare (Hippolais icterina).

### Rörsångare(Acrocephalidae)
Rörsångare, kallas sällsynt även acrocephalidsångare, är oftast förhållandevis stora "sångare" där flertalet är olivaktigt bruna på ovansidan med mycket gult till beige undertill. De återfinns ofta i öppen skogs- och buskmark, vassar i sankmarker eller stora gräsbiotoper. De har sin utbredning främst i södra till västra Asien med omnejd vilket sträcker sig långt in i Stillahavsregionen, några återfinns i Afrika och Europa.
- Släktet Acrocephalus - cirka 35 arter som återfinns i vassar vid sankmarker.
- Släktet Hippolais - 8 arter som återfinns i öppen skogs- och buskmark.
- Släktet Chloropeta
  - Gul kloropeta (Chloropeta natalensis)
  - Bergskloropeta (Chloropeta similis)
  - Papyruskloropeta (Chloropeta gracilirostris)
- Släktet Nesillas - 4 idag förekommande arter och en utdöd crka 1984.

### Tetrakor(Bernieridae)
Tetrakor, kallas även madagaskarsångare, består av två monofyletiska släkten endemiska för Madagaskar.
- Släktet Thamnornis
  - Aritikysångare (Thamnornis chloropetoides)
- Släktet Cryptosylvicola
  - Kryptisk sångare (Cryptosylvicola randrianasoloi)

### Gräsfåglar(Locustellidae)

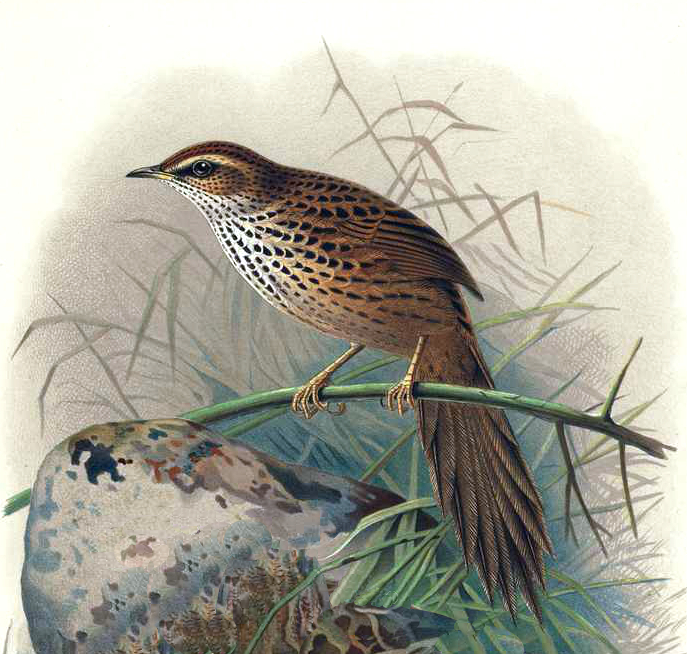
Nya Zeelands Nya Zeelandgräsfågel (Megalurus punctatus) tillhör förmodligen familjen gräsfåglar.

Gräsfåglar är medelstora, oftast långstjärtade arter; ibland starkt mönstrade men oftast enfärgat brunaktiga. Födosöker ofta på marken. Har sin utbredning i gamla världen och in i australiska regionen  med sitt centrum kring Indiska oceanen och möjligtvis med en art i Sydamerika. En inte helt hållbar klad som behöver mer studier.
- Släktet Bradypterus - smygsångare, parafyletisk grupp med över 20 busklevande arter av sångare. Minst en art, Victorins smygsångare (Bradypterus victorini), tillhör inte familjen
- Släktet Locustella - 9 arter som återfinns i biotoper med vegetation av gräs, örter och bladvass, ofta i sankare miljöer som vid åkanter. Nedan följer de arter som häckar i Västra palearktis:
  - Vassångare (Locustella luscinoides)
  - Flodsångare (Locustella fluviatilis)
  - Gräshoppsångare (Locustella naevia)
  - Träsksångare (Locustella lanceolata)
- Släktet Megalurus - 5 arter, förmodligen parafyletisk
  - Rostgräsfågel (Megalurus timoriensis)
  - Dvärgräsfågel (Megalurus gramineus)
  - Strimgräsfågel (Megalurus palustris)
  - Nya Guineagräsfågel (Megalurus albolimbatus)

### Cettior(Cettiidae)
Cettior är en grupp med generellt enfärgat brunaktiga "sångare" som tenderar att vara mindre och mer kortstjärtade än arterna inom familjen Megaluridae. Frekventerar oftast buskmarker och undervegetation. Har sin främsta utbredning i kontinentala Asien, med omgivande regioner, och sträcker sig in i Afrika.
- Släktet Pholidornis - har tidigare förts till en mängd olika familjer såsom: Dicaeidae, Sylviidae, Paridae, Nectariniidae, Hyliidae, Meliphagidae, Estrildidae och Remizidae; förslagsvis placerad här.
  - Meshylia (Pholidornis rushiae)
- Släktet Hylia - förslagsvis placerad här [3]
  - Grön hylia (Hylia prasina)
- Släktet Abroscopus 3 arter
  - Rödkindad bambusångare (Abroscopus albogularis)
  - Gulbukad sångare (Abroscopus superciliaris)
  - Svartkindad bambusångare (Abroscopus schisticeps)

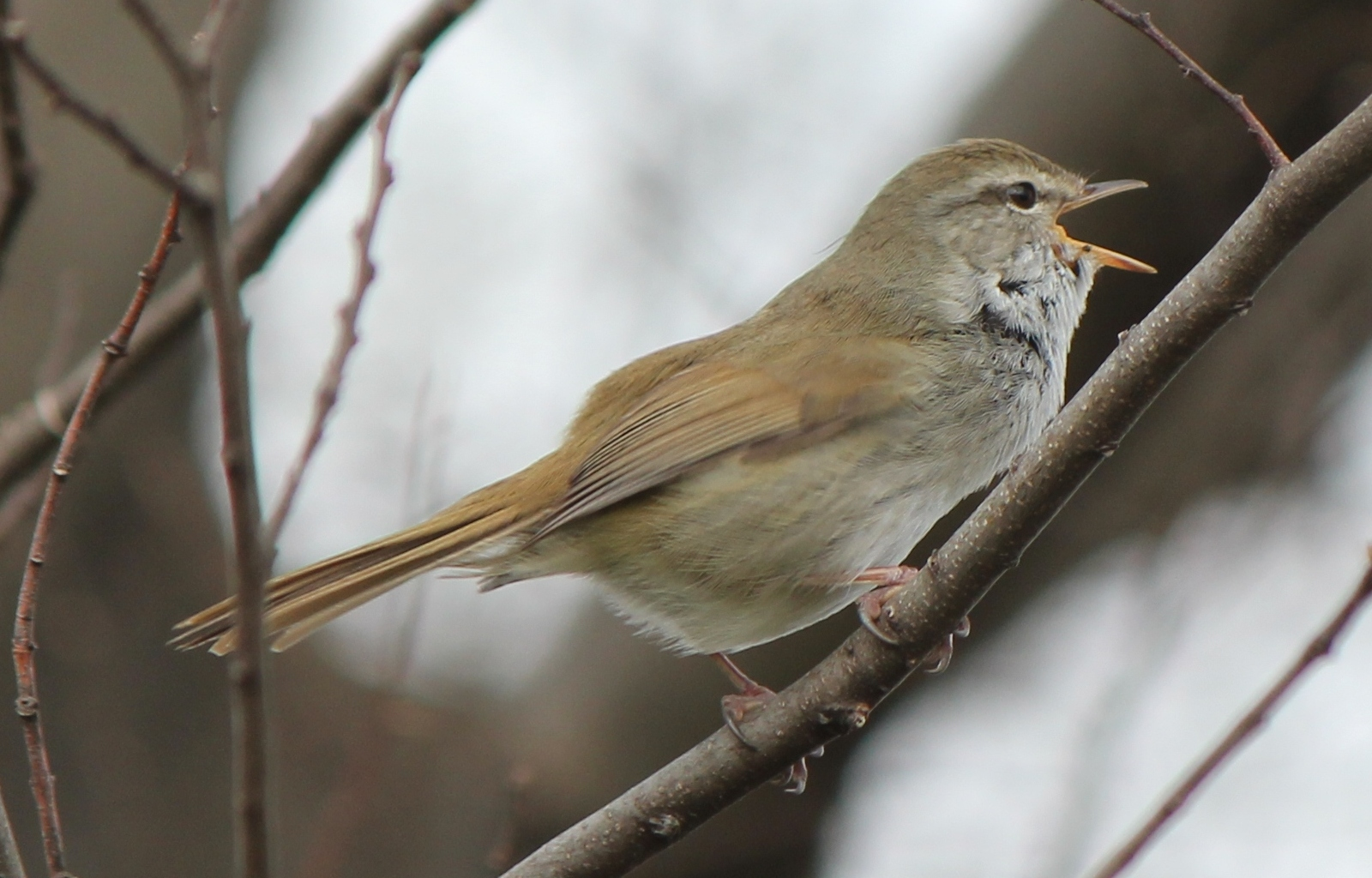
Japansk cettia (Cettia diphone).

- Släktet Erythrocercus - har tidigare förts till familjen Monarchidae
  - Rödkronad elminia (Erythrocercus mccallii)
  - Gulgrön elminia (Erythrocercus holochlorus)
  - Rödstjärtad elminia (Erythrocercus livingstonei)
- Släktet stubbstjärtar (Urosphena) - 3 arter
  - Timorstubbstjärt (Urosphena subulata)
    - Urosphena subulata advena - underart som dog ut i mitten av 1900-talet

  - Borneostubbstjärt (Urosphena whiteheadi)
  - Fjällkronad stubbstjärt (Urosphena squameiceps)
- Släktet Tesia' - 5 arter av Tesior
  - Gulstrupig tesia (Tesia castaneocoronata)
  - Javatesia (Tesia superciliaris)
  - Grönhättad tesia (Tesia olivea)
  - Grå tesia (Tesia cyaniventer)
  - Brun tesia (Tesia everetti)
- Släktet Cettia - polyfyletisk grupp av cirka 15 arter av busklevande cettisångare.
- Släktet Tickellia
  - Brednäbbad sångare (Tickellia hodgsoni)
  - Släktet Phyllergates - fördes tidigare till släktet Orthotomus
- Bergsskräddarfågel (Phyllergates cucullatus)
- Mindanaoskräddarfågel (Phyllergates heterolaemus)

### Flyttas till familjenstjärtmesar(Aegithalidae)
- Släktet Leptopoecile - Violsångare; fördes tidigare till familjen Stjärtmesar (Aegithalidae). Förslagsvis placerade här.
  - Violsångare (Leptopoecile sophiae)
  - Tofsviolsångare (Leptopoecile elegans)

### Lövsångare(Phylloscopidae)
Lövsångare, kallas sällsynt även för phylloscopidsångare, är en grupp arter som skiljer sig mycket i storlek. De är ofta kraftfullt gröna på ovansidan och kontrasterande ljust gulaktig undertill eller med mer diskreta färger som grågrön till gråbrun. De fångar ofta sin föda i flykten och har sin främsta utbredning i Eurasien vilken sträcker sig in i Wallacea i Indonesien och Afrika.

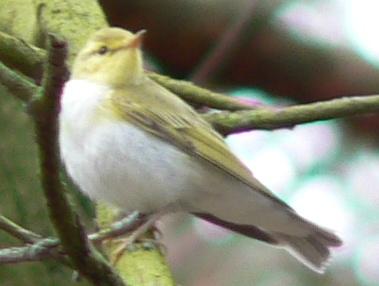
Grönsångare (Phylloscopus sibilatrix)

- Släkte Phylloscopus - polyfyletisk grupp med ca 55 arter.
- Släkte Seicercus - polyfyletisk grupp med ca 12 arter bambusångare vilka kan beskrivas som tropiska Phylloscopus.

### Långnäbbar(Macrosphenidae)
Långnäbbar, även kallad afrikanska sångare, är en samling av mestadels artfattiga släkten med evolutionärt tidiga "udda sångare". Skiljer sig till utseende och beteende. 
- Släkte Sylvietta - ca 10 arter av så kallade kortstjärtarna
  - Grön krombek (Sylvietta virens)
  - Citronkrombek (Sylvietta denti)
  - Vitbrynad krombek (Sylvietta leucophrys)
  - Sylvietta (leucophrys) chapini - underart eller art förmodligen utdöd sent 1900-tal?
  - Nordlig krombek (Sylvietta brachyura)
  - Kortnäbbad krombek (Sylvietta philippae)
  - Rödkronad krombek (Sylvietta ruficapilla)
  - Rödmaskad krombek (Sylvietta whytii)
  - Somalikrombek (Sylvietta isabellina)
  - Långnäbbad kortstjärt (Sylvietta rufescens)
- Släkte Achaetops
  - Damarasångare (Achaetops pycnopygius)
- Släkte Melocichla
  - Skäggsångare (Melocichla mentalis)
- Släkte Sphenoeacus
  - Stråsångare (Sphenoeacus afer)
- Släkte Cryptillas - fördes tidigare till släkte Bradypterus som numera kategoriseras som en del av familjen gräsfåglar.
  - Victorins smygsångare (Cryptillas victorini)
- Släkte Macrosphenus
  - Rostflankad långnäbb (Macrosphenus kempi)
  - Gul långnäbb (Macrosphenus flavicans)
  - Olivlångnäbb (Macrosphenus concolor)
  - Angolalångnäbb (Macrosphenus pulitzeri)
  - Ljusbukad långnäbb (Macrosphenus kretschmeri)

### Donokobier(Donacobiidae)
Monotypisk familj som bara omfattar arten donacobius (Donacobius atricapillus) vilken förekommer i Nordamerika. Arten behandlades länge som en avvikande gärdsmyg, men har sedan förslagsvis placerats i familjerna härmtrastar och gräsfåglar.

### Tetrakor(Bernieridae)
Tetrakor, också kallade madagaskarsångare, är en monofyletisk grupp med arter som tidigare placerats i en rad olika familjer. Familjen omfattar ett tiotal små skogslevande arter som alla är endemiska för Madagaskar.
- Släkte Bernieria – tidigare i Phyllastrephus
  - Bernieria (Bernieria madagascariensis)
- Släkte Xanthomixis – tidigare i Phyllastrephus; kanske polyfyletisk
- Släkte Thamnornis, 4 arter
  - Aritikysångare (Thamnornis chloropetoides)
- Släkte Cryptosylvicola
  - Kryptisk sångare (Cryptosylvicola randriansoloi)
- Släkte Randia
  - Grå madagaskarsångare (Randia pseudozosterops)
- Släkte Hartertula – tidigare i Neomixis
  - Spetsstjärtad lövtimalia (Hartertula flavoviridis)
- Släkte Crossleyia
  - Gulbrynad madagaskartimalia (Crossleyia xanthophrys)
- Släkte Oxylabes
  - Madagaskartimalia (Oxylabes madagascariensis)

### Arter som flyttats till andra familjer
Arter med sångfåglar som tidigare placerades i den stora familjen "sångare" Sylviidae:
- Släktet Stenostira - tillsammans med ett antal udda "flugsnappare" bildar de den nya familjen Stenostiridae. De är nära besläktade med mesarna (Beresford et al. 2005)
  - Kvisthoppare (Stenostira scita)
- Släktet Hyliota - Basala passerida tättingar utan några kända släktband, möjligtvis något närmre besläktade med Promeropidae[4]
  - Gulbukad hyliota (Hyliota flavigaster)
  - Sydlig hyliota (Hyliota australis)
  - Usambarahyliota (Hyliota usambarae)
  - Violettryggad hyliota (Hyliota violacea)
- Släktet Newtonia - Troligtvis polyfyletiskt släkte (Yamagishi et al. 2001) endemiskt för Madagaskar. Släktet består av 4 arter och placeras nu i familjen Vangidae.
  - Mörk Newtonia (Newtonia amphichroa)
  - Grå newtonia (Newtonia brunneicauda)
  - Tabikynewtonia (Newtonia archboldi)
  - Fanovananewtonia (Newtonia fanovanae) - förslagsvis placerad här